# Gouvernement Thamrongnawasawat I
Thaïlande
16e cabinet
(Pridi Banomyong II) 18e cabinet
(Thawan Thamrongnawasawat II)
Le premier gouvernement Thawan Thamrongnawasat (thaï : คณะรัฐมนตรีถวัลย์ ธำรงนาวาสวัสดิ์ 1) est le dix-septième gouvernement de la Thaïlande, entre le 23 août 1946 et le 30 mai 1947.
Il est dirigé par Thawan Thamrongnawasawat, précédemment ministre de la Justice sous les gouvernements de Plaek Phibunsongkhram puis, plus tard, de Pridi Banomyong.
Son propre second gouvernement lui succède.

## Formation
Pridi Banomyong, Premier ministre sortant, démissionne le 21 août 1946 de son poste de chef du gouvernement, après une première démission deux mois plus tôt, prétextant des raisons de santé. En réalité, il est accusé d'avoir assassiné le jeune monarque Rama VIII, ainsi démissionne t-il sous des fortes pressions et la propagation de cette rumeur.
La totalité des membres de la Chambre des représentants (192) se réunissent alors de nouveau pour élire un nouveau Premier ministre deux jours plus tard, le 23. Deux candidats se présentent : Seni Pramot, député DEM (du Parti démocrate) et ancien Premier ministre de 1945 à 1946, et Thawan Thamrongnawasawat, député du PC (Parti constitutionnel) et ancien ministre de la Justice. Sur 165 votants, ce dernier obtient en sa faveur 113 voix, tandis que Seni Pramot n'en obtient que 52.
| Candidat | Candidat | Candidat                 | Parti | Voix |
| -------- | -------- | ------------------------ | ----- | ---- |
|          |          | Thawan Thamrongnawasawat | PC    | 113  |
|          |          | Seni Pramot              | DEM   | 52   |

L'intéressé élu est, par la suite, nommé et investi Premier ministre. Son gouvernement est ensuite nommé le jour suivant.

## Composition
- Par rapport au gouvernement précédent, les nouveaux ministres sont indiqués en gras, ceux ayant changé d'attributions en italique.

### Premier ministre et vice-Premier ministre
| Fonction                                               | Nom                      |
| ------------------------------------------------------ | ------------------------ |
| Premier ministre Ministre de la Justice                | Thawan Thamrongnawasawat |
| Vice-Premier ministre Ministre des Affaires étrangères | Direk Chainam            |

### Ministres
| Fonction                      | Nom                        |
| ----------------------------- | -------------------------- |
| Ministre de la Défense        | Jira Wichitsongkram        |
| Ministre des Finances         | Wichit Lulitanon           |
| Ministre de l'Agriculture     | Charoon Suebsaeng          |
| Ministre de la Santé publique | Chey Sunthornphiphit       |
| Ministre de l'Éducation       | Thong-in Phuripat          |
| Ministre des Transports       | Kri Dechatiwong            |
| Ministre du Commerce          | Vilas Osathanon            |
| Ministre de l'Intérieur       | Chuang Chawengsaksongkhram |
| Ministre de l'Éducation       | Duean Bunnag               |
| Ministre sans portefeuille    | Thuan Wichaikatkha         |
| Ministre sans portefeuille    | Chamlong Daoruang          |
| Ministre sans portefeuille    | Tiang Sirikhan             |
| Ministre sans portefeuille    | Thongplew Chonlapoom       |
| Ministre sans portefeuille    | Nonthiyawat Sawatdiwat     |
| Ministre sans portefeuille    | Yuen Phanitchawit          |
| Ministre sans portefeuille    | Wirot Kamonphan            |

## Évolution

### Déclaration de politique générale
La déclaration de politique générale est présentée devant la Chambre des représentants le 26 août 1946. Elle en reçoit la confiance de la chambre basse.

### Évolution de la composition

#### Ajustement du1erdécembre 1946
Le 1er décembre 1946, Thong Kanthatham est nommé ministre sans portefeuille.

#### Ajustement du6 février 1947
Le 1er février 1947, Kri Dechatiwong, ministre des Transports, décède pendant ses fonctions, en étant à bord d'un wagon de train, lors d'une visite sur la ligne ferroviaire Siam-Birmanie. Le wagon tombe dans un ravin de 8 mètres au niveau du pont de Huai Khoi Tha.
5 jours plus tard, Thong-in Phuripat, ministre de l'Éducation, lui succède.
Thawan Thamrongnawasat, déjà Premier ministre et ministre de la Justice, se voit également rajouter le portefeuille supplémentaire de ministre des Affaires étrangères à la suite de la démission de Direk Chainam, son vice-Premier ministre,.

#### Démission du10 avril 1947
Tiang Sirikhan, ministre sans portefeuille, démissionne de sa fonction en raison de sa nomination comme représentant adjoint pour la conciliation entre la Thaïlande et la France.

## Fin du gouvernement
Le gouvernement prend fin à la suite d'une motion visant à ouvrir un débat général sur la politique du gouvernement proposée par Khuang Aphaiwong, député et chef du Parti démocrate, le 28 mai 1947.
Deux jours plus tard, le Premier ministre remet sa démission.